# Ring My Bell
«Ring My Bell» (с англ. — «Позвони в мой колокольчик») — песня, записанная американской певицей Анитой Уорд для её дебютного студийного альбома Songs of Love в 1979 году.

## Написание и запись
Автором и продюсером стал Фредерик Найт. Изначально песня предназначалась для одиннадцатилетней певицы Стейси Латтисо и имела другой текст, однако после того как она подписала контракт с другим лейблом, песню решено было отдать другому исполнителю. Тогда её записала Анита Уорд. В новой версии речь идёт о женщине, которая встречает мужа после тяжёлого дня и предлагает ему «расслабиться». Согласно книге The Slanguage of Sex, фраза «Ring My Bell» имеет сексуальный подтекст и на сленге значит «доставь мне удовольствие». Сам же автор утверждал, что в песне намеренно избегал чрезмерного употребления двойных смыслов, чтобы не вредить имиджу исполнительницы.

## Коммерческий приём
Песня стала дебютным синглом Аниты Уорд. Он был выпущен в 1979 году и быстро стал подниматься в чартах по всему миру, в конце концов возглавив чарты Новой Зеландии, Норвегии, Испании, США и Великобритании. В последней он получил золотую сертификацию. Несмотря на большой успех данной песни, дальнейшие синглы певицы остались без всеобщего внимания и Уорд осталась «певицей одного хита».

## Награды и номинации
На 22-й церемонии «Грэмми» Уорд получила номинацию в категории «Лучшее женское вокальное исполнение в стиле ритм-н-блюз».
В 2010 году журнал Billboard поставил песню на 17 места в списке «50 самых сексуальных песен всех времён».

## Чарты
| Чарт (1979)                         | Пиковая позиция |
| ----------------------------------- | --------------- |
| Австралия (Kent Music Report)       | 3               |
| Австрия (Ö3 Austria Top 40)         | 3               |
| Бельгия/Фландрия (Ultratop 50)      | 4               |
| Канада (RPM Adult Contemporary)     | 1               |
| Канада (RPM Dance/Urban)            | 1               |
| Канада (RPM Top Singles)            | 1               |
| Франция (IFOP)                      | 2               |
| Германия (GfK)                      | 3               |
| Ирландия (IRMA)                     | 2               |
| Италия (FIMI)                       | 9               |
| Нидерланды (Single Top 100)         | 8               |
| Нидерланды (Dutch Top 40)           | 2               |
| Новая Зеландия (Recorded Music NZ)  | 1               |
| Норвегия (VG-lista)                 | 1               |
| ЮАР (Springbok Radio)               | 3               |
| Испания (AFE)                       | 1               |
| Швеция (Sverigetopplistan)          | 2               |
| Швейцария (Schweizer Hitparade)     | 5               |
| Великобритания (OCC UK Singles)     | 1               |
| США (Billboard Hot 100)             | 1               |
| США (Billboard Dance Club Songs)    | 1               |
| США (Billboard R&B/Hip-Hop Airplay) | 1               |
| США (Cash Box Top 100)              | 1               |

| Чарт (1979)                        | Позиция |
| ---------------------------------- | ------- |
| Австралия (Kent Music Report)      | 31      |
| Австрия (Ö3 Austria Top 40)        | 15      |
| Бельгия/Фландрия (Ultratop 50)     | 19      |
| Канада (RPM Top Singles)           | 17      |
| Франция (IFOP)                     | 22      |
| Италия (FIMI)                      | 39      |
| Нидерланды (Single Top 100)        | 95      |
| Нидерланды (Dutch Top 40)          | 16      |
| Новая Зеландия (Recorded Music NZ) | 27      |
| США (Billboard Hot 100)            | 9       |
| США (Billboard Hot Soul Singles)   | 2       |
| США (Cash Box Top 100)             | 6       |

| Чарт (1958-2018)        | Позиция |
| ----------------------- | ------- |
| США (Billboard Hot 100) | 340     |

| Регион | Сертификация | Продажи  |
| --- | ------------ | -------- |
| Канада (Music Canada) | Платиновый   | 150 000^ |
| Франция (IFOP) | —            | 354 000  |
| Великобритания (BPI) | Золотой      | 500 000^ |
| * Данные о продажах приведены только на основе сертификации. ^ Данные о тиражах приведены только на основе сертификации. |              |          |